# MTV Idol
MTV Idol est une chaîne de télévision française appartenant à Viacom. Elle a proposé des tubes mythiques et flashbacks des années 1980, 1990 à 2000, ainsi que les nouveautés des artistes qui marquent toutes les générations. 
MTV Idol a cessé d'émettre en France le 17 novembre 2015, en même temps que MTV Pulse et Base, laissant place à la version française de MTV Hits et au service My MTV.

## Historique
Créée en 2005 uniquement pour la France, MTV Idol est toute la mémoire de MTV au travers de ses émissions culte : MTV Unplugged, Beavis et Butt-Head...
Avec MTV, MTV Base et MTV Pulse, MTV Idol fait alors partie du bouquet de chaînes musicales no 1 en France sur les 15-24 ans.
La chaîne est disponible depuis le 20 octobre 2009 sur la PlayStation Portable et la PlayStation Portable Go.

### Identité visuelle (logo)

Logo du 30 novembre 2005 au 23 novembre 2009.
Logo du 1er juillet 2011 au 30 septembre 2013.
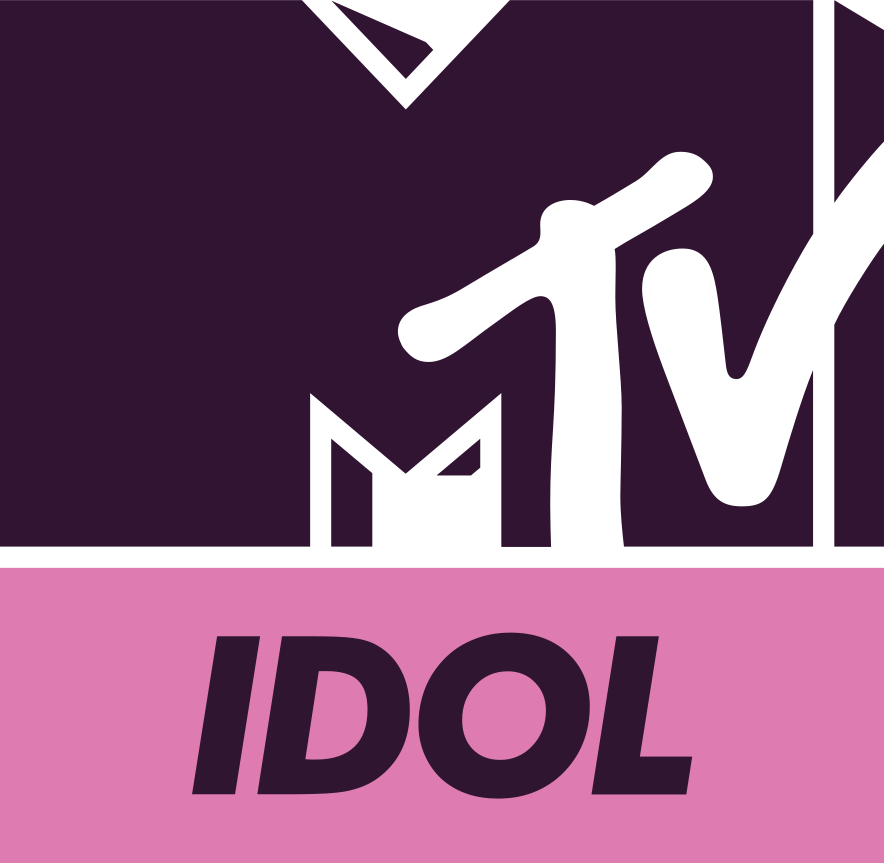
Logo du 1er octobre 2013 au 17 novembre 2015.

## Direction de l'entreprise
- Gérant / Directeur Général : Thierry Cammas
- Directeur des Programmes et des Antennes MTV : Matthieu Crubezy
- Directeur Marketing Promotion & Communication : Nicolas Besnier
- Directeur du Digital : Thomas Kruithof
- Directrice des Études : Muriel Ferrero

## Programmes phares

### Productions
- Version : Vidéographies, concerts ou encore interviews dédiés à un artiste culte. Les plus grands artistes français viennent dans les studios faire leur propre programmation de clips.

### Émissions
- MTV Unplugged : Découvrir ou redécouvrir les concerts mythiques enregistrés en acoustique des artistes les plus emblématiques de toute une génération.
- L'Année où... : Retour en clips sur une année en particulier.
- Beavis et Butt-Head : On ne présente plus les 2 compères vulgaires qui commentent les clips de leurs idoles